# Martemyan Rioutine
 (octobre 2021).
Si vous disposez d'ouvrages ou d'articles de référence ou si vous connaissez des sites web de qualité traitant du thème abordé ici, merci de compléter l'article en donnant les références utiles à sa vérifiabilité et en les liant à la section « Notes et références ».
Martemyan Nikititch Rioutine (en russe Мартемья́н Ники́тич Рю́тин ; né le 13 février 1890 et exécuté le 10 janvier 1937) est un militant communiste, fonctionnaire du Parti Communiste de Russie (bolchévique) puis un opposant à Staline, condamné et exécuté de ce fait.

## Premières années
Martemyan N. Rioutine est né le 1er/13 février 1890 dans une famille paysanne à Verkhne-Ryutino, un village de l'oblast d'Irkoutsk, en Sibérie. Il descend d'un rebelle estonien qui fut exilé en Sibérie en 1830. Diplômé du Séminaire des enseignants d'Irkoutsk, il travaille comme enseignant et journaliste. Politiquement radical dès ses premières années, Rioutine est arrêté et détenu à l'isolement dans la prison de Souzdal.
Rioutine rejoint le Parti bolchevique en 1914. Il participe à la fois à la révolution de février 1917, qui renverse le régime tsariste, et à la révolution d'octobre de la même année, qui donne le pouvoir aux Bolchéviques. En 1917, il dirige le soviet local de Harbin, une ville qui fait partie alors de l'Empire russe mais qui appartient aujourd'hui à la Chine.
Pendant la guerre civile russe qui suit la révolution de 1917, Rioutine commande un groupe militaire dans la région d'Irkoutsk.

## La carrière d'un cadre exemplaire

### Fonctionnaire du Parti
Après son passage dans l'armée, Rioutine devient un fonctionnaire politique à plein temps du Parti communiste russe (bolcheviks), le RKP (b). De 1920 à 1921, il est à la tête du comité du gouvernement d'Irkoutsk du RKP (b). En 1922, il est nommé secrétaire du comité de l'oblast du Daghestan du parti, poste qu'il conserve jusqu'en 1924, date à laquelle il est transféré à Moscou.
Dans la capitale, Rioutine est d'abord nommé à la tête du comité Zamoskvoreche Raion du Parti communiste. Il est promu à la tête du comité plus important de Krasnaya Presnya Raion en 1927.
Rioutine est élu délégué au XIVe Congrès (décembre 1925) et au XVe Congrès (décembre 1927) du Parti, alors connu sous le nom de Parti communiste de toute l'Union (bolcheviks), le VKP (b). Ce dernier l'élit candidat (sans droit de vote) membre du Comité central du VKP (b).
Rioutine est un partisan des politiques agraires modérées de la nouvelle politique économique et développe des opinions étroitement associées à des chefs de parti «modérés» tels que Nikolai Boukharine, Nikolai Ouglanov et Alexei Rykov. Pendant la période où les « modérés » se rangent du même côté que Joseph Staline contre Léon Trotsky et la gauche, Rioutine exprime des vues dures sur la discipline de parti. En 1923, il déclare :
Le parti ne peut pas être sans chef… Les mencheviks et ces groupes petits-bourgeois avec lesquels nous nous sommes heurtés, ont toujours été enclins à beaucoup parler de démocratisme. Cependant, nous avons toujours subordonné les principes du démocratisme à l'opportunité révolutionnaire. Nous continuerons à le faire à l'avenir.
Au cours de 1927, il organise des groupes d'intervention armés pour briser les réunions d'opposition dans le district de Krasnaya Presnya.
Avec une nouvelle vague de difficultés d'approvisionnement en céréales apparaissant à l'automne 1928, le Parti communiste prend un virage radical vers la vente forcée de céréales à des prix inférieurs au marché par la paysannerie. Cette action attire l'opposition des Bolcheviks modérés qui se sont opposés à l'utilisation de la force et de la coercition contre la paysannerie, considérée comme la manifestation de l'échec des politiques agraires du communisme de guerre.
La faction radicale de Staline s'efforce de s'emparer de postes-clés dans le parti pour assurer la mise en œuvre des politiques qu'elle favorise. Lors des sessions des 24 septembre et 8 octobre du Krasnopresnenskii raikom - rassemblements auxquels Staline lui-même participe - Rioutine est critiqué pour son soutien présumé à une "Opposition de droite" dirigée par Boukharine et Ouglanov. Rioutine n'obtient aucune faveur en remarquant lors d'une session que Staline a ses défauts, "dont Lénine avait parlé" - une référence précise au testament de Lénine, qui attire les critiques de son allié de faction Ouglanov. À la fin du mois, Rioutine est démis de ses fonctions de secrétaire du comité du parti de la ville.

### Un haut cadre encombrant
Rioutine est transféré au poste de rédacteur en chef adjoint de l'Étoile rouge (Krasnaïa Zvezda), l'organe officiel de l'Armée rouge. Il conserve cependant son siège en tant que candidat membre du Comité central du VKP (b) à cette époque.
En 1929, face à l'âpre opposition paysanne à la réquisition forcée, la faction stalinienne s'oriente vers une restructuration radicale de l'agriculture soviétique par le biais d'une campagne de collectivisation forcée. Le Comité central décide d'envoyer Rioutine dans son village natal en Sibérie pour faire un rapport sur les progrès de la collectivisation dans les zones céréalières de Sibérie.
En tant qu'enfant d'une famille paysanne, Rioutine comprend parfaitement l'impopularité de l'idée de collectivisation auprès de la paysannerie dans son ensemble et le risque de catastrophe économique représenté par ce programme. À son retour à Moscou, Rioutine critique vivement le programme de collectivisation dans un rapport au Politburo. Ce rapport attire la colère de Staline, mais il utilise néanmoins l'analyse de Rioutine dans le cadre de son article fondateur, Les vertiges du succès. Sur les questions du mouvement kolkhozien .
En février 1930, le gouvernement soviétique crée un nouvel organisme, le Soyouzkino-Journal, pour planifier et réglementer l'industrie du cinéma dans l'ensemble de l'URSS. En tant que premier président de cet organe, Rioutine défend le droit des organisations cinématographiques à prendre des initiatives indépendantes et persuade le Politburo de retarder la mise sous contrôle central des industries cinématographiques des films des différentes républiques. Le 1er mars de la même année, Rioutine est nommé membre du Présidium du Conseil suprême de l'économie nationale (VSNKh), l'une des principales organisations étatiques de planification économique de l'époque.
En septembre, Staline invite Rioutine dans sa datcha à Sotchi. De l'extérieur, le tableau paraît idyllique : le dirigeant et le nouveau chef du "plus important des arts" se reposent sur la côte de la mer Noire. Ils font ensemble des promenades, discutent et prennent des photos. 
Cependant, dès octobre, il est menacé d'être exclu du parti « pour comportement traître, double jeu et tentative de propagande clandestine d'opinions opportunistes de droite » et d'être limogé du Soyouzkino-Journal.

## Rioutine opposant

### La lettre de Nemov
Le 20 septembre 1930, Rioutine est convoqué pour un « interrogatoire » à la Commission centrale de contrôle du PCUS (b), où les membres du Présidium de la Commission centrale de contrôle - EM Yaroslavsky et MF Chkiryatov - lui ont parlé. La raison en était la déclaration d'Alexandre Semionovitch à Nemov.
Nemov rendait compte de réunions avec Rioutine en vacances à Yessentuki, au cours desquelles il avait qualifié la politique du noyau dirigeant du Comité central du parti de "destructrice pour le pays", prédit au printemps 1931 sa faillite et la dénonciation de « cet expert en magie » que serait Staline. Au XVIe Congrès, « Staline s'est moqué des travailleurs en disant que leurs salaires réels avaient augmenté, alors que le monde entier sait qu'il n'y a jamais eu de situation matérielle aussi difficile pour les travailleurs en URSS que récemment ». Il a qualifié d'échec la politique stalinienne de collectivisation. « Les paysans n'allaient pas dans les fermes collectives, et ne donnaient pas leur pain, ils ne faisaient pas confiance au parti, le pays a subi un effondrement financier.»
Rioutine qualifie de vains les discours de repentir d'A. I. Rykov et de M. P. Tomsky au XVIe Congrès, déclare que Staline et son groupe voulaient que Boukharine « écrive des articles sur un pécheur repentant », mais le chef de la droite a dit aux partisans de Rioutine qu'en aucun cas il ne pourrait écrire une seule ligne. « Dans de telles conditions, le travail de la droite se résume à répandre partout parmi les ouvriers l'idée que le malheur et le malheur du pays, c'est « cet expert magicien  » de Staline. Cette idée aurait dû être fermement mise en œuvre dans les entreprises et à la campagne. »
Rioutine espérerait éliminer Staline ("balayer"), puis s'occuper du reste de ses partisans. « La présence du thermidorisme dans le pays est un fait incontestable, a déclaré Rioutine, il est nécessaire de s'unir aux trotskistes dans la lutte contre le secrétaire général... A la question de Nemov sur qui peut désormais être élu secrétaire général à la place de Staline, Rioutine répond qu'il n'y aurait plus de secrétaires généraux après l'élimination de Staline... En tout cas, ses partisans insisteront pour que le parti soit gouverné collectivement, car s'il y a un secrétaire général, rien ne garantit que les mêmes combinaisons et ruses que mène Staline ne se reproduiront pas. La composition du Politburo, a fait valoir Rioutine, devrait être modifiée plus souvent afin qu'ils ne restent pas trop longtemps, car fondamentalement sa composition actuelle est coupée des masses. »
Avant de partir, Rioutine aurait laissé Nemov avec son adresse personnelle et demandé à rester en contact avec lui à Moscou. Le travail pour discréditer Staline ne devrait être effectué que parmi des personnes qui lui étaient bien connues et uniquement face à face. En cas d'échec, il faudrait abandonner résolument toutes les charges : en l'absence de témoins aux conversations, les autorités ne pourraient pas engager de poursuites motivées contre les participants.
Lors d'une communication à la Commission centrale de contrôle, Rioutine a déclaré qu'il « a battu Nemov en tant que trotskiste, donc (sa) déclaration est fausse à 99%». Lors d'une confrontation avec Nemov, il s'est avéré que dans de nombreuses questions, il a écrit des informations véridiques. Rioutine accuse Nemov de trotskisme, de traitre, de scélérat et refuse de donner des explications. Yaroslavsky note que si Rioutine pense qu'il est victime de chantage, il devrait le dire directement.

### L'enquête de la CCC
Dans la note explicative de Martemyan Rioutine à Iemelian Iaroslavski, datée du 21 septembre 1930 concernant la lettre de Nemov, il déclare que le requérant avait mal compris qu'il n'avait jamais été associé au groupe de Boukharine, qu'il n'a jamais partagé ses vues théoriques. Il considère Staline comme le leader le plus important du parti même lorsqu'en 1928 le secrétaire général l'a démis de ses fonctions de secrétaire du bureau du comité de district de Krasnopresnensky. Rioutine admet qu'il s'était écarté de la ligne du parti sur la question du taux d'industrialisation et dans l'évaluation de la situation à la campagne, mais il croit que Staline l'a diffamé en vain et « l'a viré du travail du parti grâce à une manœuvre intelligente.» Il pense que c'était malhonnête.
Le 5 octobre 1930, lors d'une réunion du Politburo du Comité central du Parti communiste de toute l'Union (bolcheviks), le cas personnel de Rioutine est examiné et une décision est prise de l'expulser du parti « pour double tentative de propagande clandestine d'opinions opportunistes de droite ».
Le 6 octobre, le journal La Pravda publie une résolution du Présidium de la Commission centrale de contrôle du Parti communiste de toute l'Union (bolcheviks) sur l'affaire Rioutine et un éditorial, qui énonce : « En tant que secrétaire du comité du district de Krasnopresnensk, Rioutine, avec le camarade Ouglanov, a mené une lutte fractionnelle contre le Comité central. Avec toute l'opposition de droite, il a tenté d'opposer l'organisation moscovite au parti et au Comité central. Rioutine, avec le camarade T. Ouglanov et Boukharine accusent le parti de glisser vers le trotskisme, ... se battent contre la politique d'industrialisation, contre la construction de kolkhozes et des fermes d'État. Ils ont qualifié de trotskisme l'offensive socialiste contre les koulaks organisée par le parti. » L'organisation du Parti de Moscou s'est débarrassée de la direction opportuniste de droite, qui a promis de se réformer sous l'influence de la critique et de participer activement à la construction socialiste. Rioutine, comme il s'est avéré plus tard, ne s'est pas corrigé : « Plusieurs années d'adhésion au Parti bolchevik n'ont pas fait de cet ancien menchevik un bolchevik. Dans le dos du parti, usant de sa confiance, il tenta d'utiliser les difficultés de la construction socialiste pour désintégrer les membres du parti. Il a dégringolé de marche en marche. Rioutine non seulement, comme le peuple Smenovekhi à son époque, comme le font de nombreux hommes de droite maintenant, a attendu que le parti abandonne la politique d'une offensive socialiste à grande échelle, mais il a essayé de mener un travail clandestin contre le Comité central, en tant que véritable agent koulak ».
Le même jour, lors d'une réunion publique de l'organisation du parti au Journal Soyouzkino, un débat public sur le « double jeu Rioutien » a lieu, au cours duquel des voix se sont également exprimées en sa défense. Le 10 octobre, le journal "Kino" publie un article «Les cinéastes doivent être sur le qui-vive ! » :

Rioutine a été exposé, mais il y a encore de nombreux éléments étrangers dans la cinématographie, se cachant parfois derrière le masque du travail de choc et de la compétition socialiste, mais continuant en fait à faire des films étrangers à l'ère de la construction socialiste. Le Parti, les syndicats et les organisations publiques de l'industrie cinématographique continuent d'être confrontés à la question d'une lutte sans merci et décisive contre toutes les manifestations de l'opportunisme de droite, avec des virages à gauche et une attitude hypocrite à leur égard.
Désormais en dehors du parti, Rioutine n'a plus de protection contre la police secrète (OGPU). Le 13 novembre 1930, Rioutine est arrêté par l'OGPU, accusé de s'être engagé dans une agitation contre-révolutionnaire. Finalement, Rioutine est libéré le 17 janvier 1931, faute de preuves suffisantes.

### Le Dossier Rioutine
Après sa libération, il travaille comme économiste à l'entreprise Soyuzelectro. En 1932, avec V.N. Kayurov, M.S. Ivanov, P.A. Galkine, G. Rokhkine et plusieurs autres bolcheviks ayant une expérience pré-révolutionnaire, il organise, ou plutôt proclame l'"Union des marxistes-léninistes". Dans son discours « À tous les membres du PCUS (b) » (1932) Rioutine écrit : Le parti et la dictature du prolétariat ont été conduits par Staline et sa clique dans une impasse sans précédent et traversent une crise mortellement dangereuse, grâce à la tromperie, à la calomnie et à la duperie des responsables du parti, avec l'aide d'une violence et d'une terreur incroyables… Au cours des cinq dernières années, Staline a retranché et écarté de la direction tous les meilleurs, les véritables cadres bolcheviques du parti, a établi sa dictature dans le Parti communiste de toute l'Union des bolcheviks et dans tout le pays... le rythme de l'industrialisation, entraînant une baisse colossale des salaires réels des ouvriers et des employés, des impôts ouverts et déguisés insupportables, l'inflation, l'augmentation des prix... ; la collectivisation aventureuse à l'aide d'une violence incroyable, la terreur ..., a conduit tout le pays à la crise la plus profonde, l'appauvrissement monstrueux des masses et la faim à la fois dans les campagnes et dans les villes ... Même le provocateur le plus courageux et le plus brillant pour la mort de la dictature du prolétariat (n'aurait pas trouvé mieux) , pour discréditer le léninisme que la direction de Staline et de sa clique... 
Dans un long manuscrit  "Staline et la crise de la dictature du prolétariat", il donne une évaluation encore plus sévère des activités de Staline : 
(L'expropriation par l'exercice de la force brutale avait créé) un appauvrissement effroyable des masses et la famine et la fuite de tous les jeunes et les personnes en bonne santé de la campagne. Des millions de personnes excédentaires encombraient les villes de la nation tandis que la campagne mourait de faim, a accusé Rioutine.
Il attire l'attention par ailleurs sur le fait que Staline s'appuie sur des personnes compromises dans leurs activités passées : Nos opportunistes ont également réussi à s'adapter au régime de Staline et se sont repeints d'une couleur protectrice... Hrynko, N. N. Popov - anciens mencheviks, si bien connus en Ukraine, Mezhlauk - vice-président. VSNKh, ancien cadet, puis menchevik, Serebrovsky - précédemment Commissaire du peuple, ancien fidèle serviteur des capitalistes, Kirov est membre du Politburo, ancien cadet et rédacteur en chef d'un journal de cadets à Vladikavkaz. Tout cela, pourrait-on dire, sont les piliers du régime stalinien. Et tous sont un type complet d'opportunistes. Ces gens s'adaptent à n'importe quel régime, à n'importe quel système politique.
Après la dénonciation par l'un des membres de "l'Union", la petite organisation de Rioutine est arrêtée par l'OGPU très rapidement, dès septembre 1932, ce qui conduit à l'arrestation de nombreux opposants qui ont eu l'imprudence de se familiariser avec le manuscrit de Rioutine, dont Zinoviev, Kamenev et Stan.
Chercheur travaillant sur les activités de l'"Union des marxistes-léninistes" IA Anfertyev note à propos de l'échec de l'organisation de Rioutine : «Il est évident que dans ces conditions, une tentative d'unir les opposants au secrétaire général afin de le destituer du poste de chef du parti et de l'Etat n'avait aucune perspective. documents de programme. Le groupe n'avait ni charte, ni programme, ni carte de membre. Les membres du groupe n'étaient pas inclus dans la composition d'organisations antisoviétiques ou anti-étatiques, ni, plus encore - de centres terroristes. Leur activité a été supprimée au stade de l'énoncé des intentions quant à l'opportunité de changer la direction du parti et de l'État et, par conséquent, l'orientation politique qu'ils poursuivent ».

## Décès et réhabilitation
Arrêté en septembre 1932, il revendique, lors de ses interrogatoires, être le seul responsable de ces écrits et de cette organisation : Il n'y avait pas d'inspirateurs derrière moi (...) J'étais moi-même l'inspirateur de l'organisation, j'en étais à la tête, j'ai écrit seul toute la plate-forme et l'appel. 
Le 11 octobre 1932, il est condamné par le conseil d'administration de l'OGPU d'URSS à 10 ans de prison pour participation à une organisation contre-révolutionnaire de droite. Tous les associés de Rioutine sont condamnés à 5 à 10 ans de prison. Il est d'abord détenu à l'isolateur politique de Souzdal, puis à l'isolateur politique de Verkhneouralsk.
Durant l'été 1936, Rioutine est transféré à Moscou dans le cadre de la préparation des grands procès qui débutent en 1936. Confiné dans la prison intérieure du NKVD, il refuse de répondre aux enquêteurs et de signer les "protocoles d'interrogatoire" qu'on lui propose, malgré les tortures qu'il subit et les promesses de libération qui lui sont faites. Il tente même de se suicider.
Le 10 janvier 1937, le Collège militaire de la Cour suprême de l'URSS condamna Rioutine à mort (le procès de condamnation dure 25 minutes), Rioutine refuse de témoigner : « à la question du président du tribunal Ulrich : « L'accusé plaide-t-il coupable ? Rioutine (...) refuse généralement de donner des preuves sur le bien-fondé des accusations portées contre lui. Il réplique : Je ne m'agenouillerai pas.»
Il est exécuté le même jour et inhumé au monastère de Donskoï. Avec Rioutine, 11 partisans précédemment arrêtés sont également exécutés, dont A. Kaiourov et Ivanov.
Sa famille est également éliminée : son épouse Evdokia Mikhailovna (fille du président du Comité central du PCUS (b) M.F. Vladimirsky) est décédée en 1947 dans un camp au Kazakhstan. Son fils Vassili est abattu dans la prison de Lefortovo en 1938. Son autre fils Vassirion est tué par des droits communs dans un camp d'Extrême-Orient en 1943.
En 1956 et 1958, sa fille survivante, Lioubov Martemyanovna, qui a traversé les chambres de torture du NKVD et les camps, a déposé une requête pour la réhabilitation de son père. Cependant, N.S. Khrouchtchev et ses associés, bien qu'ils ne considéraient pas l'opposition comme des contre-révolutionnaires, n'étaient pas encore prêts à reconnaître le droit d'opposition aux membres du parti.
Rioutine n'a été entièrement réhabilité et réintégré dans le parti qu'en 1988.

## Sources
Cet article est composé en tout ou partie des traductions des articles de Wikipédia en anglais et en russe.